# Формиоз

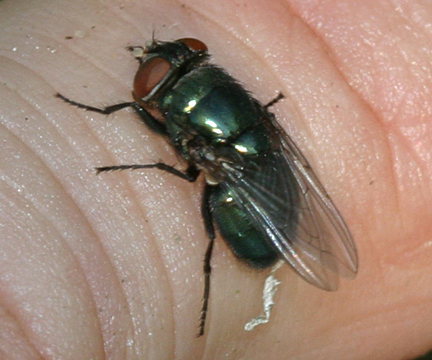
Phormia Regina

Формиоз (Phormiosis) — миаз вызванный паразитированием личинок мух рода Phormia.
Возбудитель Phormia Regina относится к сем. Calliphoridae, отр. Diptera, длина имаго и личинок около 1 см в длину, может кроме человека поражать собак, кошек, крупный рогатый скот, овец, коз, лошадей, свиней, грызунов, птиц, приматов, морских млекопитающих, енотов, змей, черепах, лягушек, головастиков, кроликов.
Phormia Regina может вызвать кожный миаз у людей в ранах, нижних конечностях, между пальцами, на  голове и т.д. Паразитируют в гнойных ранах, в здоровых тканях не локализуются.
Phormia Regina также может паразитировать в волосистой части головы человека. При этом у больного могут наблюдаться язвы, гной и дерматит. Личинки могут обнаруживаться в язвах. Способствуют возникновению болезни псориаз, плохая гигиена и другие патологии: сифилис и пр..
Личинки Phormia regina (6 штук) были выявлены и в ожоговой ране.
Лечение заключается в удалении личинок.
Взрослые мухи способны переносить возбудителей некоторых вирусных и бактериальных болезней.
См. также Энтомозы.